# Val d'Oronaye
Val d'Oronaye is een gemeente in het Franse departement Alpes-de-Haute-Provence in de regio Provence-Alpes-Côte d'Azur, die deel uitmaakt van het arrondissement Barcelonnette. De gemeente is op 1 januari 2016 ontstaan door de fusie van de gemeenten Larche en Meyronnes.
Barcelonnette · La Condamine-Châtelard · Enchastrayes · Faucon-de-Barcelonnette · Jausiers · Le Lauzet-Ubaye · Méolans-Revel · Pontis · Saint-Paul-sur-Ubaye · Saint-Pons · Les Thuiles · Ubaye-Serre-Ponçon · Uvernet-Fours · Val d'Oronaye